# Legnotomyia striatus
Legnotomyia striatus är en tvåvingeart som först beskrevs av Bischof 1903.  Legnotomyia striatus ingår i släktet Legnotomyia och familjen svävflugor. Inga underarter finns listade i Catalogue of Life.